# Nguyễn Văn Ngan
Nguyễn Văn Ngan (nascido em 20 de setembro de 1943) é um ex-ciclista olímpico vietnamita. Representou sua nação em dois eventos nos Jogos Olímpicos de Verão de 1964.